# ベルント・シュナイダー (サッカー選手)
ベルント・シュナイダー（Bernd Schneider、1973年11月17日 - ）は、ドイツ（旧東ドイツ）・イェーナ出身の元同国代表の元サッカー選手。ポジションはミッドフィールダー。

## 経歴
ブンデスリーガ2部のFCカールツァイス・イェーナでプロデビューした後、1998年に1部のアイントラハト・フランクフルトへ移籍。初戦でデビューを飾り33試合に出場したが、チーム自体は2部降格こそ免れたものの15位と低迷した。
翌1999年にはバイエル・レバークーゼンへ移籍。レギュラーを不動のものとすると、ミヒャエル・バラックやイェンス・ノヴォトニーらと共にチームに欠かすことの出来ない選手となり、1999-00シーズンと2001-02シーズンのブンデスリーガ準優勝、2001-02シーズンのUEFAチャンピオンズリーグ準優勝に貢献。2003-04シーズンのブンデスリーガでは自身最多となる10得点を記録した。
ドイツ代表としては1999年7月28日のFIFAコンフェデレーションズカップ1999、ニュージーランド戦でデビューを飾るが、2000年のUEFA欧州選手権2000メンバーからは落選し、不遇の時代を過ごした。
2001年、ルディ・フェラーに才能を見出されて、ワールドカップ・日韓大会欧州予選のウクライナとのプレーオフにて久々ピッチに立つと本大会出場権獲得に貢献。迎えた2002年のワールドカップ本大会では全試合にスタメン出場し、1次リーグのサウジアラビア戦では1得点を決めただけでなく、大会中に3つのアシストを決めるなど、準優勝に貢献した。
その後もユルゲン・クリンスマン、ヨアヒム・レーヴと監督が代替わりした後も主力選手として活躍。2004年のUEFA欧州選手権2004、地元開催となった2006年のワールドカップ・ドイツ大会にも出場した。しかし2008年のUEFA欧州選手権2008は、椎間板ヘルニアのため欠場となった。シュナイダーはこの年を最後に代表から退くまで国際Aマッチ81試合に出場し4得点を記録した。
長期に渡りクラブ、代表で活躍した息の長い選手だったが、2008-09シーズンを以って慢性的な背骨の痛みの為引退した。
引退後は古巣のカールツァイス・イェーナで会長を務めるペーター・シュライバーのアドバイザーと、バイエル・レバークーゼンのスカウトを務めることになった。

## 人物
20代の頃は器用な足技を生かし緩急を付けたボールコントロールや、鋭く正確なクロスで「白いブラジル人」の異名をとった。その後は右サイドハーフだけでなく、左右サイドバック、トップ下、ボランチ、ウイングもこなすユーティリティプレーヤーへと変化を遂げた。高い戦術理解度を持つことから重用され、たびたびキャプテンも務めた。キックの精度の高さからフリーキックを任される事も多かった。

## エピソード
- 2002年の日韓ワールドカップではドイツからプレイステーションを持ち込み、ホテルでプレーしようとしたが、上手くいかずフロントに苦情を言ったことがある（日本とヨーロッパでは互換性がなかったため）。
- 趣味は繋駕速歩競走観戦。
- プロサッカー選手としては珍しく、ヘビースモーカーであった。

## 代表歴

### 出場大会
- ドイツ代表
  - 代表デビュー：1999年7月28日
  - ワールドカップ・日韓大会出場 7試合1得点
  - ワールドカップ・ドイツ大会出場 7試合

### 試合数
- 国際Aマッチ 81試合 4得点（1999年-2008年）[5]

| ドイツ代表 | 国際Aマッチ | 国際Aマッチ |
| 年         | 出場        | 得点        |
| ---------- | ----------- | ----------- |
| 1999       | 5           | 0           |
| 2000       | 0           | 0           |
| 2001       | 2           | 0           |
| 2002       | 14          | 1           |
| 2003       | 10          | 0           |
| 2004       | 14          | 0           |
| 2005       | 14          | 0           |
| 2006       | 16          | 2           |
| 2007       | 5           | 1           |
| 2008       | 1           | 0           |
| 通算       | 81          | 4           |